# TV5 Québec Canada
TV5 Quebec Canadá (abreviado TV5) es un canal de televisión creado el 1 de septiembre de 1988 y transmitido a través de Canadá. Forma parte de la red de TV5 Monde. Establecido en la Parte II de la Ley de Sociedades de Canadá, la cadena es una sociedad sin capital social. La cadena tiene unos 6,8 millones de espectadores en todo Canadá.

## Historia

Logo de la señal en alta definición.

En 1986, el consorcio de televisión de Quebec y Canadá se unió al grupo internacional de televisión pública francés TV5. Dos años más tarde, el mismo consorcio lanzó el , lo que le permitió, a partir del 1 de septiembre de 2014, crear dos canales separados para transmitir bajo la misma licencia:
- Unis: con programación centrada en el reflejo de la diversidad de la Francofonía canadiense;
- TV5: con programación centrada en el reflejo de la Francofonía internacional.

## Programación
Para difundirse en Canadá, TV5 Québec Canadá debe cumplir con las normas establecidas por la Comisión de radiodifusión y telecomunicaciones de Canadá (CRTC). Por lo tanto, la licencia de emisión concedida a TV5 requiere que la cadena transmita el 15% de la programación de origen canadiense en el horario de máxima audiencia. También emite programas producidos por TV5 Monde, France Télévisions (grupo público de la televisión francesa), Arte France (grupo público de la televisión francesa), RTBF (grupo público de la televisión belga) y Radio Télévision Suisse (grupo público de la televisión suiza). La señal cuenta con el apoyo del Gobierno de Canadá y de Gobierno de Quebec.